# Break the News
Break the News – trzeci album szwedzkiego piosenkarza Darina wydany w 2006 roku. W Szwecji płyta promowana była przez dwa single: „Perfect” oraz „Everything But the Girl”, utwór „Desire” został wydany tylko jako digital single. „Insanity” został singlem jedynie w Niemczech.

## Spis utworów
- Wersja skandynawska[1]

1. „Insanity” (Peter Mansson/Patric Sarin/Darin Zanyar) – 3:45
2. „Extra Ordinary Love” (Max Martin/Rami/Robyn Carlsson/Patrik Berger) – 3:16
3. „Perfect” (Anders Wikström/Fredrik Thomander/Robbie Nevil) – 3:00
4. „Everything But the Girl” (Anders Wikström/Fredrik Thomander) – 3:48
5. „Desire” (Darin/Peter Mansson/Patric Sarin) – 3:08
6. „Like No One” (Patrik Berger/Fredrik Berger) – 3:30
7. „Saturday Night” (P. Alderheim/Darin) – 3:18
8. „What If I Kissed You Now” (A. Hansson/M. Sandén) – 3:29
9. „Everything You’re Not” (Darin/E. Mughal/J. Wahlsteen) – 3:20
10. „If You Wanna” (Darin/D. Eriksen/Remee) – 3:08
11. „The Thing About You” (Tysper/Mack/Grizzly/Sophia Somajo) – 3:39
12. „Homeless” (Jörgen Elofsson) – 3:40
13. „Affection” – iTunes bonus

- Wydanie międzynarodowe[2]

1. „Insanity” – 3:44
2. „Extra Ordinary Love” – 3:17
3. „Step Up” – 3:08
4. „Everything But the Girl” – 3:47
5. „Desire” – 3:08
6. „Like No One” – 3:29
7. „Perfect” – 2:59
8. „Who’s That Girl” – 3:25
9. „Everything You’re Not” – 3:21
10. „If You Wanna” – 3:07
11. „The Thing About You” – 3:36
12. „Homeless” – 3:40

## Pozycje na listach
| Lista                | Kraj    | Pozycja | Certyfikat  | Sprzedaż |
| -------------------- | ------- | ------- | ----------- | -------- |
| Swedish Albums Chart | Szwecja | 1       | IFPI: Złoto | 20,000 ^ |